# Can Moragues

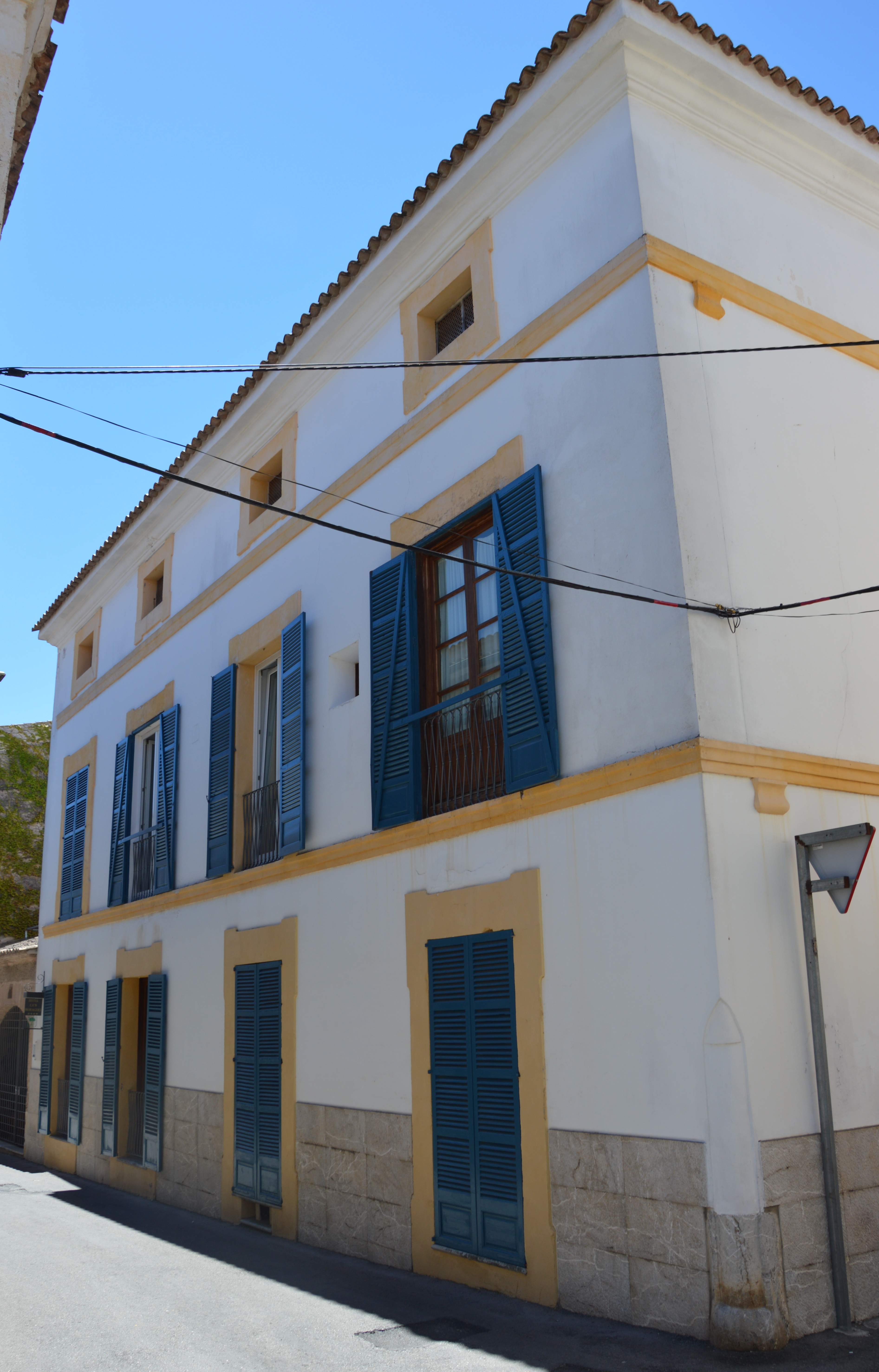
Can Moragues

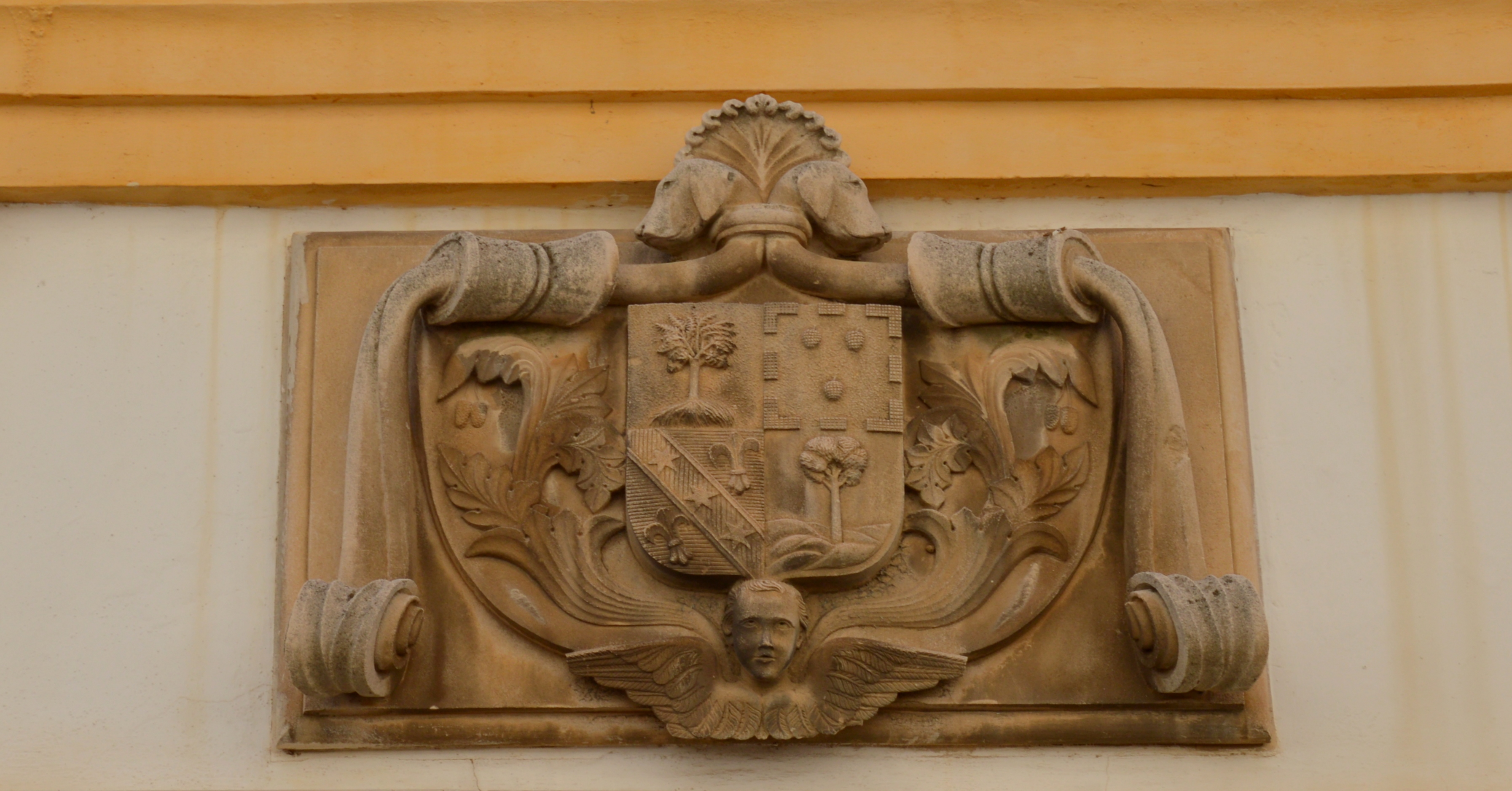
Wappen über dem Eingang

Can Moragues ist ein Herrenhaus in der spanischen Gemeinde Artà im nordöstlichen Teil der Mittelmeerinsel Mallorca. Es wird als Hotel genutzt.

## Lage
Das Gebäude befindet sich im nordwestlichen Teil der Altstadt von Artà, an der Adresse Pou Nou 12 in einer Ecklage an den Straßen Carrer del Pou Nou und Carrer Josep Sancho de la Jordana.

## Architektur und Geschichte
Das Can Moragues entstand im 18. Jahrhundert. Es wurde als La Posada bezeichnet. Eigentümer war die Familie Moragues, der auch das Landhaus Sos Sanxos gehörte, in dem sie auch überwiegend wohnte. Nur im tiefen Winter zog die Familie vom Land in den Ort. Anfang des 20. Jahrhunderts entwickelte sich das Haus dann zum Mittelpunkt der Familie. Es wohnten bis zu 20 Personen regelmäßig im Gebäude.
1998/99 erfolgte der Umbau in ein kleines Hotel mit acht Zimmern.